# 仁者俠醫
《仁醫》是日本漫畫家村上紀香以日本歷史之幕末為故事背景的日本漫畫，於《Super Jump》（集英社）2000年第9期開始連載，起初以每隔半年連續兩三話的頻率刊載，2006年第13期起每月連載，至2010年11月24日發售的2010年第24期連載結束。單行本全20卷。
2009年被改編為同名電視劇及舞台劇。本劇的主演是由睽違八年的連續劇大澤隆夫演出男主角，而女主角是由中谷美紀七年以來，首次出演的連續劇。本劇第二期開始以前已決定在全球80個國家的播放，日本地區播出後稍微晚6天的4月23日在台灣播出，5月則在香港，然後7月以後在韓國、歐洲、美國等順次開始播出。
2011年5月，本作榮獲第15回手塚治虫文化賞漫畫大賞。
韓國MBC電視台2012年以《Dr. JIN》為名翻拍此劇，5月播放，由宋承憲及朴敏英主演。

## 故事簡介
西元2009年，東都大學附設醫院的腦外科醫生南方仁幫一個看不清面目的人動了手術取出腦中的畸胎瘤，並因這個病人意外跌落階梯，回到文久二年（西元1862年）。
在幕末，南方仁遇見了在時代潮流中求生的平民，也邂逅許多名留青史的大人物。在那個衛生條件欠佳、醫學不發達的時代，他以精湛的醫術拯救了不少生命，並企圖將自己的醫學知識完全傳授給其他醫生，即使有可能改變歷史也在所不惜。

## 登場人物

### 主要登場人物
南方仁（／）
本作的主角。東都大學附設醫院腦神經外科醫局長，2000年時34歲，意外穿越時空回到幕末，憑著現代醫學知識和手術技巧在江戶行醫，並屢屢讓各界醫師感到震驚。在江戶時代生活了六年，在受到三隅派來的刺客暗殺時不慎摔落山崖並回到現代，不過心繫咲的仁取得了治好咲的病所需的藥後，選擇回到江戶時代並與所愛之人終老。
橘咲（／）
本作的女主角。登場時年僅16歲，是位充滿好奇心且天資聰慧的少女。出身旗本橘家的女兒。對救了兄長恭太郎性命的仁很感興趣，想成為醫生，在相處的過程中漸漸喜歡上仁。
橘恭太郎（／）
橘咲的兄長，德川旗本武士，師從勝海舟攻讀西學。遭攘夷派浪人襲擊頭部負傷，為仁所救，戰亂時擔任仁的護衛。幕府統治結束之後漸漸調整心態，放下武士身分，接受勝海舟的邀請想出國留學主修經濟，可惜成行前不幸遭到三隅派來刺殺仁的刺客殺害。
橘榮（／）
恭太郎與咲的母親。本來很感激仁救了恭太郎的性命，但當咲拒絕提親後態度大轉變，把咲趕出了橘家。但事實上，還是默默關心著咲。
坂本龍馬（／）
史實人物。在倒幕活動中扮演重要角色。性格爽朗，與仁交情很深。喜歡花魁野風。
野風（／）
吉原的花魁，喜歡救了老闆鈴屋性命的仁。本來預備嫁給大名，但卻因罹患乳癌而破局。術後曾離開吉原在仁友堂做雜務，其後受到法國人恩客盧隆的求婚，成為首位嫁給外國人的日本女性，並移居法國。臨行前被仁診斷出乳癌已擴散，所幸在所得餘命之中還誕生了一名女孩。

### 市井的人們
喜市（きいち）
賣點心的少年。母親被馬踢到頭，經仁治療後痊癒，但又被武士斬死，喜市頓成孤兒，後被淺草茶屋收留，有時仁來茶屋光顧會藉機向他推銷東西。故事的最後得到家無子嗣的仁和咲收養，並曾送出國留學。
鈴屋彦三郎（すずや ひこさぶろう）
吉原妓院鈴屋的老闆，非常照顧野風。曾幫助有危險的倒幕派坂本龍馬。罹患慢性硬膜下血腫，被仁動手術救治。
茜（あかね）
淺草茶屋的服務員，相貌出眾，是茶屋的活招牌。不慎在工作中意外遭熱油燙傷，仁幫她植皮。後來仁研發預防腳氣病的甜點「安道名津（あんドーナツ）」，就由茜製造販售。
浜口儀兵衛（はまぐち ぎへえ）/ 梧陵（ごりょう）
在江戶經營醬油工廠（即現今的山字牌醬油），繼承緒方洪庵的遺志，協助仁精製盤尼西林。
澤村田之助（さわむら たのすけ）
江戶的人氣歌舞伎演員（女形）。收入不斐，自視甚高，起初對仁不屑一顧，被仁的熱忱感動後則不遺餘力地相挺。因長期使用含鉛量高的白粉化妝而鉛中毒，後經仁動刀截肢右腿。
忠吉（ちゅうきち）
與田之助一起長大，製作歌舞伎舞台大型道具的師傅。仁也仰賴他製作現代醫療器具（如聽診器、手術台）。
新門辰五郎（しんもん たつごろう）
江戶町火消「を組」的頭目，亦負責管理淺草一帶的市政，旗下管理達3千人。雖出身平民但江戶的王公貴族也要忌他三分，亦為幕府重臣一橋慶喜的親信，其女兒亦為一橋慶喜的妾。
初次結識南方仁時認為他的氧氣罩在火場上無用，亦當他只是無膽的庸醫。但江戶發生大火時仁遵從承諾前往火場救治傷者，並堅持不離開火場附近的治療所救回其部下千吉的性命後對南方仁改觀， 亦在仁建立仁友堂時提供援助。
千吉（せんきち）
江戶町火消「を組」的組員，新門辰五郎的部下，辰五郎離開江戶時暫代「を組」組長。在撲滅江戶火災時吸入濃煙導致氣管灼傷和呼吸困難，在接受仁主刀的氣管切開術後救回其性命。
暗戀青梅竹馬的阿駒，但被其拒絕。因此心情低落的千吉聽從民間傳說只要食下「鐵炮鍋（河魨火煱）」不死就能重獲新生，結果食下「鐵炮鍋」中的河魨毒素，幸得仁的急救和阿駒不眠不休地進行人工呼吸而救回一命，最終與阿駒結為夫妻。
櫻川雲泉（さくらがわ うんせん）
專門繪畫美人畫的浮世繪畫師。年輕時是當紅的畫師，但後來酗酒和患上腕隧道症候群而不能再畫。後來到仁友堂為已離開吉原的野風作畫，但因病未能完成畫作。仁建議雲泉進行食療或進行手術治療疾病，但皆被拒絕。最終擔心女兒志津的婚事而接受手術，康復後繼續作畫並再次當紅。
志津（おしづ）
雲泉的女兒。為留家照顧患病的父親而多次拒絕婚事，因此錯過適婚年齡。在最後一次提親時雲泉為女兒的婚事而接受手術治療並康復，因此志津可以接受提親。後來懷孕時胎兒橫位，因而在無麻醉下（當時的麻醉藥藥力太強胎兒身體不可能適應）接受仁的剖腹產手術，所幸母子均安。
阿駒（おこま）
淺草田町的居民，從事製衣業，亦是職業小偷。在浴場偷東西被發現後遭人打傷導致頭部受傷及右手食指被剃刀切傷，由仁進行急救，因此開始喜歡仁。但縫合傷口後發現右手食指的肌腱被切斷而無法活動，向仁承諾不再偷竊後進行手術縫合肌腱。但阿駒再犯偷竊被青梅竹馬千吉發現，最終令其放棄偷竊。在千吉中毒時為其人工呼吸救回其性命，最終與千吉結婚。曾為仁縫製手術袍及口罩等工具。
鎌田（かまた）
淺草田町的岡引（町奉行的線人並負責協助奉行所維持治安），為人卑鄙，經常濫用權力。曾濫用職權非禮阿駒，但被千吉阻止。
阿初（おはつ）
川越街道大井宿旅籠老闆的女兒。與仁接觸時令仁感到奇怪的觸感。與仁和咲相處很好，仁曾教其摺紙飛機。但在阿初追紙飛機時從土坡摔下，腹部被樹枝刺入受傷，雖然仁為其進行手術但失敗死亡。
仁為其進行手術時仁曾經短暫變成透明，並令仁看到幻覺：如果手術成功阿初將會與仁的祖先結婚，取代原先仁的另一位祖先，令仁無法出生。所以仁若是手術成功救回阿初，自己就會消失。但仁始終希望救回其生命，可惜最終還是死於失血過多。
楢崎龍（ならさき りょう）
龍馬離開江戶後前往京都時結識的女子，並在寺田屋工作，後與龍馬結婚。

### 醫師
緒方洪庵（おがた こうあん）
史實人物，西洋醫學所頭取，感佩於仁的醫術和精神，處處幫助仁。後死於肺結核。死前當面向仁證實了自己懷疑仁是從未來來到的人。
伊東玄朴（いとう げんぼく）
史實人物，西洋醫學所取締役，與緒方一樣認同仁的醫術。後來伊東失勢令醫學所爆發內部派系衝突，迫使仁離開醫學所開設仁友堂。
山田純庵（やまだ じゅんあん）
西洋醫學所所屬的蘭方醫，起初不相信仁的醫學理論，認為仁的醫學知識違背當時的西方醫學。在虎狼痢（霍亂）侵襲江戶時患病，在仁的治療下漸漸康復，因此對仁改觀。山田在仁研製盤尼西林時提供協助，並成為生產盤尼西林的監工。後來仁離開西洋醫學所開設仁友堂，山田亦跟隨仁加入仁友堂。
松本良順（まつもと りょうじゅん）
西洋醫學所頭取助，後來接任醫學所頭取。繼承緒方的遺志。與緒方一樣很欽佩仁的醫術，處處幫助仁推廣醫術。
福田玄孝（ふくだ げんこう）
幕府的奧醫師（漢方醫），隸屬醫學館。患有胃潰瘍，接受仁的手術後康復。後辭去奧醫師一職，成為仁友堂的漢方內科醫師，實為醫學館派往仁友堂偷取醫學知識的間諜。後來多紀元琰與南方仁和解，而得以在仁友堂以正式的駐場漢方醫身份，作為西洋醫學所和醫學館雙方之間的溝通橋樑。由於江戶時代民眾對蘭醫（西醫）尚不熟悉，有小病痛多習慣求助漢方醫，因此來到仁友堂的病患多由福田看診或出診，仁友堂大部分的收入亦是福田賺取的。
多紀元琰（たき げんえん）
幕府的奧醫師（漢方醫），醫學館督事，自尊心高但擁有眼界與氣量的人物，興趣為觀賞相撲。在見識到仁的醫術而感到恐懼後，派福田玄孝到仁友堂臥底探查仁的醫學知識，迅速的意識到仁的醫術同樣對與「本道」對立的西醫構成威脅、勢必會因此受到排擠迫害的狀況，對仁的態度也慢慢轉變為共存與協助。在隨後的和宮中毒事件與偽藥事件中多次發揮影響力為仁提供幫助，並也因此契機開始與蘭方醫和解，提出日本未來的醫學應該在仁的帶領下共同尋求出路的主張。
佐分利祐輔（さぶり ゆうすけ）
大阪合水堂的年輕醫師，師承華岡流（華岡青洲為開山祖師的醫學流派），對乳癌有深入研究。曾為病人進行乳癌切除手術，但病人最終因癌細胞擴散而去世，因此被人中傷而離開大阪，成為軍艦上的船醫。但佐分利在船上高處墮下導致氣胸，被參觀軍艦的仁施手術救回。後來為向仁習醫而加入仁友堂，並改善仁友堂的全身麻醉藥和乳癌診斷方法，為治療野風的乳癌貢獻良多。
三隅俊齊（みすみ しゅんさい）
御家門的藩醫（蘭方醫），曾在西洋醫學所習醫，仁在西洋醫學所講學時三隅亦為其學生。
其主公為野風贖身時派三隅為其進行身體檢查，但三隅查不出野風患上乳癌，反而被仁查出，因此被其主公怪罪，此事令三隅憎悢仁。因此三隅多次針對仁報復，包括派人阻礙仁為野風進行手術、向和宮下毒嫁禍仁，以及誣告仁製作假藥。後來甚至先後二次聘請刺客行刺仁，但均以失敗告終，自己也被東修介斬殺。
楠本伊篤（くすもと いね）
日本第一位女醫師，專精產科，影響咲很深。德國人西博德的女兒。

### 其他武士
勝海舟（かつ かいしゅう）
又名勝麟太郎（かつ りんたろう）。幕臣，開國派，任職安房守和軍艦奉行，管理神戶海軍操練所。其中門生包括坂本龍馬和橘恭太郎等人，亦多次協助仁。後被幕府懷疑操練所窩藏倒幕派，因此被免去軍艦奉行一職和結束操練所的營運。第二次長州征伐期間恢復軍艦奉行一職，代表幕府負責停戰和談。最終代表幕府一方與西鄉達到協議決定江戶開城，結束江戶時代。
佐久間象山（さくま しょうざん）
少年時代曾經穿越到未來（現代），並學習現代的先進文明和科技，不久後再次穿越回到江戶時代，佐久間亦因為這次經歷令其發憤，最後成為當代大學者。主張日本需要開國和改革，因此得罪不少政敵而遇刺，雖然仁為其治療，但結果傷重不治。
西鄉隆盛（さいごう たかもり）
又名大島吉之助（おおしま きちのすけ）、西鄉吉之助（さいごう きちのすけ）。薩摩藩士，掌控藩政，禁門之變時指揮薩摩藩兵攻擊長州藩兵。後來坂本龍馬介入下西鄉帶領薩摩藩和長州藩合作倒幕，建立薩長同盟。最終西鄉以明治政府軍統帥身份與勝海舟和談，江戶開城。
禁門之變時因闌尾炎導致嚴重腹痛，後來仁為其切除闌尾而治癒。
田中久重（たなか ひさしげ）
久留米藩出身的工程師，擁有「機關儀右衛門」之稱，其開設的製造所（即現今的東芝）製作出無盡燈等產品。南方仁在長崎講學時曾遇上田中，並送上從未來帶來的手電筒的燈泡，後來田中製造出電燈泡並送給仁，令其可以在夜晚動手術。
一橋慶喜（ひとつばし よしのぶ）
即德川慶喜（とくがわ よしのぶ），幕府重臣，任職禁裏御守衛總督、權中納言，德川御三卿之一的一橋德川家當主。禁門之變時幕府軍的統帥。幕府將軍德川家茂死後接任征夷大將軍，最終接納土佐藩的建議決定大政奉還。大政奉還後以內大臣身份繼續掌握朝政，但在王政復古以及薩摩藩多番挑釁向京都進軍，但在鳥羽伏見之戰戰敗後淪為朝敵，最終放棄政權江戶開城，結束江戶時代。
在岳父新門辰五郎和勝海舟的介紹下，得悉仁的事情，對其醫術感興趣，在仁前往京都時有一面之緣。在龍馬遭襲後，慶喜亦主動為仁提供治療所需的盤尼西林。
和宮（かずのみや）
孝明天皇之妹，幕府將軍德川家茂正室（御台所），對仁研製針對腳氣病的食療感興趣，試食時引發中毒事件，在仁指導下洗胃救回和宮，但令仁因此下獄。最後仁洗脫嫌疑後，將代表天皇家的菊紋和代表德川宗家的三葉葵賜給仁以示感謝。
東修介（ひがし しゅうすけ）
長州藩士，禁門之變時受傷，在仁治療後康復，後加入長州正義派。
谷潛蔵
即高杉晉作（たかすぎ しんさく）。長州藩士，長州正義派首領，指揮奇兵隊在功山寺舉兵後正義派控制長州藩政，第二次長州征伐時負責指揮長州藩兵對抗幕軍。
第二次長州征伐前夕，龍馬將仁帶到長州為其治療肺結核，可惜肺結核的特效藥尚未面世，只能以食療調理身體延長壽命，結果倒幕成功前就因肺結核逝世。
木戶準一郎
即木戶孝允（きど たかよし），又名桂小五郎（かつら こごろう）、木戶貫治。長州藩士，正義派重要人物。在龍馬的奔走下木戶與西鄉合作建立薩長同盟。
近藤勇（こんどう いさみ）
新選組局長，與松本良順有一定交情。
沖田總司 （おきた そうじ）
新選組隊員。禁門之變後追捕戰敗逃脫的長州藩兵時結識仁，對着持刀的敵人可以毫不留情斬殺對方，亦對截肢後的貓製作義肢的仁慈一面。
患有肺結核，在仁的建議下以食療延長生命。但在治療肺結核的特效藥尚未面世的江戶時代，仁亦對此無能為力，最終病死。
三浦啓之助（みうら けいのすけ）
新選組隊員，佐久間象山之子。禁門之變後與沖田一同追捕潰敗的長州藩兵。
惠姬（けいひめ）
川越藩藩主松平直克正室，前任藩主松平直侯之女（丈夫松平直克為父親松平直侯的婿養子）。與丈夫關係惡劣，對丈夫側室為其誕下後代十分擔心。頸部生了一個大型的腫瘤，包括藩醫及江戶來的奧醫師也對此疾病毫無辦法。原本不信任仁的醫術，認為仁與其他醫生一樣對此疾病毫無辦法，直而知悉仁的醫術受和宮肯定而接受其治療，最後由仁切除腫瘤。
真木保臣（まき やすおみ）
久留米藩士、久留米水天宮祠官、尊王攘夷派。曾任和泉守，因此又名為真木和泉。禁門之變前夕組織尊王攘夷派脫藩浪士加入同為尊王派的長州藩大軍，戰敗後帶領一共17人的小隊退守至天王山並遭近藤帶領的新選組和會津藩兵包圍，最終引爆火藥自盡。
禁門之變前夕遇上前往京都的仁，原本其部下質疑仁的行李（製作盤尼西林的儀器及蒸餾水）有問題並阻擋仁的去路，但真木以京都有需要仁這種醫師為由決定放行。
陣幕久五郎（じんまく きゅうごろう）
薩摩藩所屬的力士。由於左肘受傷而十分煩惱，幕府醫師多紀元琰建議陣幕久五郎接受仁的手術治療，但被其拒絕，直至得到西鄉的建議後而接受仁的治療，康復後晉升成為大關。
中岡慎太郎（なかおか しんたろう）
土佐藩士、陸援隊隊長，龍馬的好友和同志，並協助龍馬進行倒幕運動。在近江屋附近遇上準備行刺龍馬的京都見迴組，並遭其斬傷後傷重不治。
伊庭八郎（いば はちろう）
德川旗本武士，隸屬遊擊隊，心形刀流劍客，並在講武館讀書時結識恭太郎。戊辰戰爭時邀請恭太郎加入舊幕府軍，但被其拒絕，並以德川武士身份戰至最後一刻。
福澤諭吉 （ふくざわ ゆきち）
蘭學家和西洋學家、慶應義塾（即現今的慶應大學的前身）的創辦人，曾在緒方的適塾學習蘭學。亦曾與勝海舟一同訪美，但與勝的關係欠佳。對仁的醫術感興趣，但無緣見面。後來說服恭太郎留學海外，並令決定其主修經濟學而非勝海舟所希望的軍事，但恭太郎出發前就已經遇襲身亡。

### 外國人
威廉·威利斯（William Willis）
英國領事館駐館醫師，駐紮橫濱的外國人居留地，與赫本一同參觀仁為受傷水手縫合傷口的手術。
詹姆斯·柯蒂斯·赫本（James Curtis Hepburn）
美國領事館駐館醫師，駐紮橫濱的外國人居留地，以傳教士醫生身份為日本民眾治病。仁到訪橫濱時與其交流醫術，並參觀仁主刀的手術。後來與仁合作為田之助進行截肢手術，切除因鉛中毒而腐爛的腿部。
湯瑪士·布雷克·哥拉巴（Thomas Blake Glover）
英國出身的軍火商人，客戶包括薩摩藩、長州藩和龍馬的龜山社中。在長崎被攘夷志士襲擊，淚小管和眼瞼被利匁切傷，在仁施手術下成功縫合傷口。
博杜恩（Anthonius Franciscus Bauduin)
荷蘭醫生，精得館講師，精通眼科。原本質疑仁的出身，但見識到仁的醫術後對他十分佩服。
羅叔亞（Léon Roches）
法國外交官，駐日公使。由於仁研發的盤尼西林對法國醫學界有極大貢獻，因此法國皇帝拿破崙三世派其邀請仁訪法，但被仁婉拒。

### 僅有電視版登場
友永未來（ともなが みき）
仁的未婚妻，與野風長得一模一樣，是優秀的小兒科醫生，卻不幸罹患腦腫瘤，在仁施行手術後一直昏迷。
在電視版結局的平行世界名為橘未來，醫學史學者，並證實她是野風的後代。因為野風和法國丈夫相繼過世後，兩人的女兒由咲收養，因此在平行世界姓橘，家住在由咲開創的「橘醫院」診所，由兄弟繼承。

## 出版書籍
| 卷數 | 集英社        | 集英社                 | 東立出版社     | 東立出版社             |
| 卷數 | 發售日期      | ISBN                   | 發售日期       | ISBN                   |
| ---- | ------------- | ---------------------- | -------------- | ---------------------- |
| 1    | 2001年4月9日  | ISBN 4-08-859174-7     | 2004年12月27日 | ISBN 986-11-5007-2     |
| 2    | 2002年4月9日  | ISBN 4-08-859296-4     | 2004年12月27日 | ISBN 986-11-5008-0     |
| 3    | 2003年5月6日  | ISBN 4-08-859356-1     | 2005年1月21日  | ISBN 986-11-5603-8     |
| 4    | 2004年11月9日 | ISBN 4-08-859447-9     | 2005年6月21日  | ISBN 986-11-5901-0     |
| 5    | 2005年12月7日 | ISBN 4-08-859547-5     | 2006年9月15日  | ISBN 986-11-7918-6     |
| 6    | 2006年12月9日 | ISBN 4-08-859610-2     | 2007年6月4日   | ISBN 978-986-11-9460-8 |
| 7    | 2007年2月7日  | ISBN 978-4-08-859627-3 | 2007年7月9日   | ISBN 978-986-11-9719-7 |
| 8    | 2007年5月7日  | ISBN 978-4-08-859640-2 | 2008年1月8日   | ISBN 978-986-10-0114-2 |
| 9    | 2007年9月9日  | ISBN 978-4-08-859668-6 | 2008年5月6日   | ISBN 978-986-10-0695-6 |
| 10   | 2008年1月9日  | ISBN 978-4-08-859684-6 | 2008年5月13日  | ISBN 978-986-10-1316-9 |
| 11   | 2008年5月7日  | ISBN 978-4-08-859701-0 | 2008年8月25日  | ISBN 978-986-10-1893-5 |
| 12   | 2008年8月9日  | ISBN 978-4-08-859720-1 | 2009年1月12日  | ISBN 978-986-10-2428-8 |
| 13   | 2008年11月9日 | ISBN 978-4-08-859740-9 | 2009年4月29日  | ISBN 978-986-10-2837-8 |
| 14   | 2009年4月8日  | ISBN 978-4-08-859766-9 | 2009年8月12日  | ISBN 978-986-10-3577-2 |
| 15   | 2009年7月3日  | ISBN 978-4-08-859785-0 | 2009年10月22日 | ISBN 978-986-10-4089-9 |
| 16   | 2009年10月2日 | ISBN 978-4-08-859802-4 | 2010年2月25日  | ISBN 978-986-10-4632-7 |
| 17   | 2010年1月4日  | ISBN 978-4-08-859817-8 | 2010年5月12日  | ISBN 978-986-10-5173-4 |
| 18   | 2010年4月30日 | ISBN 978-4-08-859839-0 | 2010年9月2日   | ISBN 978-986-10-5792-7 |
| 19   | 2010年10月9日 | ISBN 978-4-08-859859-8 | 2011年1月17日  | ISBN 978-986-10-6656-1 |
| 20   | 2011年2月4日  | ISBN 978-4-08-859871-0 | 2011年8月2日   | ISBN 978-986-10-7467-2 |

集英社文庫/玉皇朝珍藏版
| 卷數 | 集英社         | 集英社                 | 玉皇朝        | 玉皇朝                 |
| 卷數 | 發售日期       | ISBN                   | 發售日期      | ISBN                   |
| ---- | -------------- | ---------------------- | ------------- | ---------------------- |
| 1    | 2010年7月16日  | ISBN 978-4-08-619154-8 | 2025年8月18日 | ISBN 978-988-8908-79-0 |
| 2    | 2010年8月18日  | ISBN 978-4-08-619155-5 | 2025年        | ISBN 978-988-8908-80-6 |
| 3    | 2010年9月17日  | ISBN 978-4-08-619156-2 |               |                        |
| 4    | 2010年10月15日 | ISBN 978-4-08-619157-9 |               |                        |
| 5    | 2010年11月18日 | ISBN 978-4-08-619158-6 |               |                        |
| 6    | 2010年12月15日 | ISBN 978-4-08-619159-3 |               |                        |
| 7    | 2011年1月18日  | ISBN 978-4-08-619160-9 |               |                        |
| 8    | 2011年2月18日  | ISBN 978-4-08-619161-6 |               |                        |
| 9    | 2011年3月18日  | ISBN 978-4-08-619162-3 |               |                        |
| 10   | 2011年4月15日  | ISBN 978-4-08-619163-0 |               |                        |
| 11   | 2011年5月18日  | ISBN 978-4-08-619164-7 |               |                        |
| 12   | 2011年6月17日  | ISBN 978-4-08-619165-4 |               |                        |
| 13   | 2011年7月15日  | ISBN 978-4-08-619166-1 |               |                        |

### 小說
於集英社JUMP j BOOKS叢書發行。由日下部匡俊所著的小説版。插畫由原作者村上紀香負責。
- 小説 JIN-仁-：2009年10月9日發售、ISBN 4-08-703210-8
- 小説 JIN-仁- 龍馬、最期の日：2011年4月4日發售、ISBN 4-08-703244-2

## 電視劇
2009年10月11日起，在TBS系列的『日曜劇場』播放，由大澤隆夫擔任主角。
第二期則2011年4月17日起開始播放。

### 演員
第一期、第二期皆有登場的角色，以粗體字標示。

#### 主要演员
- 南方仁：大澤隆夫（香港配音：陳欣）
- 友永未来／野風／橘未來：中谷美紀（香港配音：黃玉娟）（一人分飾，第二季為特別演出）
- 橘咲：綾瀨遙（香港配音：張頌欣）
- 坂本龍馬：内野聖陽（香港配音：朱子聰）
- 橘恭太郎：小出惠介（香港配音：黃榮璋）
- 佐分利祐輔：桐谷健太（香港配音：何承駿）
- 勝麟太郎：小日向文世（香港配音：張炳強）
- 山田純庵：田口浩正（香港配音：陳永信）
- 鈴屋彦三郎：六平直政（香港配音：盧國權）
- 橘榮：麻生祐未（香港配音：黃麗芳）
- 緒方洪庵：武田鐵矢（特別演出）（香港配音：黃子敬）
- 阿妙：戶田菜穗（香港配音：鄭麗麗）
- 夕霧：高岡早紀

#### 其他角色
- 喜市：伊澤柾樹（香港配音：謝潔貞）
- 阿茜（茶屋的女兒）：橋本真實（香港配音：陳琴雲）
- 鈴屋女将：水澤昭（香港配音：蔡惠萍）
- 初音：水澤惠麗奈（香港配音：曾秀清）
- 伊東玄朴：小林勝也（香港配音：林國雄）
- 千葉重太郎（日语：千葉重太郎）：平山浩行（香港配音：雷霆）
- 松本良順（日语：松本良順）：奧田達士（香港配音：招世亮→陳廷軒）
- 濱口梧陵（日语：濱口儀兵衛）：石丸謙二郎（香港配音：李錦綸）
- 多紀安琢（日语：多紀元琰）：相島一之（香港配音：張炳強）
- 福田玄孝：佐藤二朗（香港配音：盧國權）
- 八木梅太郎：齊木哲（香港配音：張錦江）
- 橫松：中江大樹（香港配音：招世亮）
- 澤村田之助（日语：澤村田之助 (3代目)）：吉澤悠（香港配音：翟耀輝）
- 新門辰五郎：中村敦夫（香港配音：張炳強）
- 三隅俊齊：深水三章（香港配音：梁志達）

#### 第二期其他角色
- 西鄉吉之助：藤本隆宏
- 東修介：佐藤隆太（香港配音：陳卓智）
- 中岡慎太郎：市川龜治郎
- 大久保一藏：真島秀和（香港配音：李凱傑）
- 盧隆（法國貿易商）：貝格斯（Jean-Louis Bages）（香港配音：招世亮）

#### 第一期客串角色
第一話
- 博美（東都大学附属医院的護士）／江戶時代的小姐：原千晶（香港配音：許盈）
- 玉田（患者）：田窪一世
- 杉田（東都大學附屬醫院的醫師）／江戶時代的信使：戶次重幸（香港配音：劉昭文）
- 野口（跟隨南方學習的實習醫師）／江戶時代的商人：山本耕史（香港配音：黃啟昌）
- 駕籠屋：松尾勝久、中村泰三
- 東都大學附屬醫院的醫師：津田健次郎

第二話
- 志士：池田政典、吉永秀平

第四話
- 野風（少女时代）：柴田杏花
- 彦三郎的医生：中根徹（香港配音：古明華）
- 大商人：丸岡奨詞（香港配音：林國雄）

第九話
- 久坂玄瑞：林泰文（香港配音：陳廷軒）
- 千吉：川村陽介

#### 第二期客串角色
第一话
- 近藤勇：宮澤和史（The BOOM）（香港配音：陳廷軒）
- 佐久間象山：市村正親（香港配音：張炳強）

第二、三话
- 和宮親子內親王（皇女和宮）：黑川智花（香港配音：鄭麗麗）
- 上臈御年寄：伊藤和枝
- 牢名主（牢房的頭目）：宇梶剛士（香港配音：張炳強）
- 穴之隱居（牢房的管錢人）：佐藤蛾次郎

第四、五话
- 惠姬（川越藩主松平直克（日语：松平直克）的正室）：緒川環（香港配音：陸惠玲）
- 阿孝（奶奶）：淺茅楊子（香港配音：袁淑珍）
- 川越藩主：清水伸
- 川越藩醫：沼崎悠
- 川越藩醫：小山勝弘
- 阿初（川越街道大井宿旅籠的女兒）：畠山彩奈（香港配音：劉惠雲）
- 阿初的父親：東根作壽英（香港配音：招世亮）
- 阿初的母親：飯沼千惠子（香港配音：黃麗芳）
- 三吉慎藏：平畠啟史（香港配音：李凱傑）
- 桂小五郎：山口馬木也（香港配音：劉昭文）
- 阿龍：東風萬智子（香港配音：劉惠雲）
- 印藤肇：佐伯新
- 坂東吉十郎：吹越滿（香港配音：陳廷軒）
- 與吉：大八木凱斗（香港配音：袁淑珍）
- 座頭：瀨川菊之丞

第六話
- 田中久重：淺野和之（香港配音：譚炳文）
- 博杜恩（荷蘭醫生）：戴爾（Greg Dale）（香港配音：李錦綸）
- 葛洛佛（英國貿易商）：格魯克（Will Geluk）
- 板倉伊賀守：河野洋一郎（香港配音：林保全）

第七、八話
- 後藤象二郎：宮川一朗太（香港配音：劉昭文）
- 德川慶喜：大治幸雄
- 薩摩藩士：石原和海、中松俊哉

第九、十話
- 登勢：室井滋（香港配音：蔡惠萍）
- 榊原：津田寬治
- 竹越：趙珉和
- 松平春嶽：小久保丈二
- 無医村村民：伊藤幸純
- 幕府見迴組：木下政治、柏村榮行
- 役人（公務員）：天田歷

### 製作
- 原作：村上紀香「JIN-仁-」
- 編劇：森下佳子
- 導演：平川雄一朗、山室大輔、川嶋龍太郎（第一期）、那須田淳（第一期濃縮版、第二期）
- 製作人：石丸彰彥、津留正明
- 配樂：高見優
- 音樂製作：志田博英
- 醫療指導：酒井緋（酒井シヅ）（順天堂大學醫學系醫史學名譽教授）、冨田泰彥（杏林大學醫學系醫學教育學講師）
- 歷史指導：大場邦彦（聖德大學人文學系日本文化學科教授）
- 方言指導：橋尾直和（高知女子大學文化學系教授）
- 時代考證：山田順子
- 特別協力：三井物產
- 製作：TBS

### 主題曲
第一期
- MISIA （再見你一次）（Ariola Japan）

第二期
- 平井堅 （真愛歲月）（DefSTAR Records）

### 播放日期、標題、收視率

#### JIN-仁-（第一期）
| 話數                                                       | 播放日期       | 日文標題 | 中文標題                                                                                                   | 演出       | 收視率 |
| ---------------------------------------------------------- | -------------- | -------- | --- | ---------- | ------ |
| 第一話                                                     | 2009年10月11日 |          | 超越時空、愛與生命的感人故事 〜現代腦科醫生來到動盪的幕末時期…… 歷史的指針現在開始移動！人只能由人來拯救！ | 平川雄一朗 | 16.5%  |
| 第二話                                                     | 2009年10月18日 |          | 拯救生命發生的悲劇                                                                                         | 平川雄一朗 | 16.4%  |
| 第三話                                                     | 2009年10月25日 |          | 與未來訣別……                                                                                               | 山室大輔   | 17.2%  |
| 第四話                                                     | 2009年11月1日  |          | 命運與悲劇的重逢                                                                                           | 川嶋龍太郎 | 17.2%  |
| 第五話                                                     | 2009年11月8日  |          | 背棄神的藥物誕生                                                                                           | 平川雄一朗 | 20.3%  |
| 第六話                                                     | 2009年11月15日 |          | 正因為活著……                                                                                               | 山室大輔   | 20.2%  |
| 第七話                                                     | 2009年11月22日 |          | 活著的遺言……                                                                                               | 平川雄一朗 | 16.8%  |
| 第八話                                                     | 2009年11月29日 |          | 歷史的指針發生變化                                                                                         | 川嶋龍太郎 | 22.3%  |
| 第九話                                                     | 2009年12月6日  |          | 殘酷的神的裁定                                                                                             | 山室大輔   | 16.1%  |
| 第十話                                                     | 2009年12月13日 |          | 坂本龍馬被暗殺……                                                                                           | 平川雄一朗 | 20.4%  |
| 最終話                                                     | 2009年12月20日 |          | 時間旅行的結果……超越時空的故事事到如今！                                                                   | 平川雄一朗 | 25.3%  |
| 平均收視率：19.0%（收視率由關東地區·Video Research统计。） |                |          | |            |        |

#### 導演濃縮版
| 播放日期       | 日文標題 | 中文標題                                      | 演出     | 收視率 |
| -------------- | -------- | --------------------------------------------- | -------- | ------ |
| 2010年12月27日 |          | 仁之章（第一 - 六話） 人之章（第七 - 最終話） | 那須田淳 | 11.0%  |
| 2010年12月28日 |          | 仁之章（第一 - 六話） 人之章（第七 - 最終話） | 那須田淳 | 11.5%  |

#### JIN-仁-（第二期·完結編）
| 話數                                                         | 播放日期      | 日文標題 | 中文標題                                                                            | 演出       | 收視率 |
| ------------------------------------------------------------ | ------------- | -------- | ----------------------------------------------------------------------------------- | ---------- | ------ |
| 第一話                                                       | 2011年4月17日 |          | 超越時空的愛情與生命的故事〜完結篇啟動！ 歷史的指針現在再次開始移動……人只能由人來救 | 平川雄一朗 | 23.7%  |
| 第二話                                                       | 2011年4月24日 |          | 未來的選擇                                                                          | 平川雄一朗 | 18.4%  |
| 第三話                                                       | 2011年5月1日  |          | 永別了，心愛的人                                                                    | 平川雄一朗 | 20.4%  |
| 第四話                                                       | 2011年5月8日  |          | 從江戶消失                                                                          | 那須田淳   | 20.7%  |
| 第五話                                                       | 2011年5月15日 |          | 消失的身體之謎                                                                      | 那須田淳   | 20.8%  |
| 第六話                                                       | 2011年5月22日 |          | 坂本龍馬的黑暗                                                                      | 山室大輔   | 18.8%  |
| 第七話                                                       | 2011年5月29日 |          | 永恆的愛與別離                                                                      | 平川雄一朗 | 18.8%  |
| 第八話                                                       | 2011年6月5日  |          | 違背歷史的生命的誕生……                                                              | 平川雄一朗 | 18.7%  |
| 第九話                                                       | 2011年6月12日 |          | 坂本龍馬被暗殺                                                                      | 山室大輔   | 19.2%  |
| 第十話                                                       | 2011年6月19日 |          | 最終章前篇～時空穿越的後果……                                                        | 山室大輔   | 21.2%  |
| 最終話                                                       | 2011年6月26日 |          | 完結～時空的結果…… 延續150年、愛與生命的故事發生的奇蹟，時空穿越的結果              | 平川雄一朗 | 26.1%  |
| 平均收視率：20.62 %（收視率由關東地區·Video Research统计。） |               |          |                                                                                     |            |        |

### 影響
韓國MBC電視台翻拍，由宋承憲主演的《Dr. JIN》於2012年5月26日起開始播放，而劇中的時代也改為和江戶幕府相近的李氏朝鮮王朝。

## 作品的變遷
| 日本TBS 周日劇場                      | 日本TBS 周日劇場                          | 日本TBS 周日劇場                       |
| ------------------------------------- | ----------------------------------------- | -------------------------------------- |
|                                       | 仁者俠醫 （2009.10.11 - 2009.12.20）      |                                        |
| 官僚們的夏天 （2009.7.5 - 2009.9.20） | 代書萬萬歲!! （2010.1.17 - 2010.3.21）    |                                        |
| 冬日櫻花 （2011.1.16 - 2011.3.20）    | 仁者俠醫 完結編 （2011.4.17 - 2011.6.26） | 華和家四姊妹 （2011.7.10 - 2011.9.18） |

| 臺灣緯來日本台 一番偶像劇 週一至週五晚間十一點 | 臺灣緯來日本台 一番偶像劇 週一至週五晚間十一點 | 臺灣緯來日本台 一番偶像劇 週一至週五晚間十一點 |
| ---------------------------------------------- | ---------------------------------------------- | ---------------------------------------------- |
|                                                | 仁醫 （2010.4.29 - 2010.5.14）                 |                                                |
| 華麗大間諜 （2010.4.14 - 2010.4.28）           | 莎拉公主 （2010.5.17 - 2010.5.31）             |                                                |
| 週六晚上10點                                   |                                                |                                                |
| 教我愛的一切 （2011年2月12日 - 2011年4月16日） | 仁醫 第二部 （2011年4月23日 - 2011年7月2日）   | 復胖男女 （2011年7月9日 - 2011年9月10日）      |

| 香港 無綫集台 星期日 17:30-19:15 | 香港 無綫集台 星期日 17:30-19:15                                   | 香港 無綫集台 星期日 17:30-19:15                                         |
| --- | ------------------------------------------------------------------ | ------------------------------------------------------------------------ |
| | 仁醫 （2010.05.23 - 2010.06.27）                                   |                                                                          |
| テレビ朝日21世紀新人シナリオ大賞 （2010.05.16） | オルトロスの犬 （2010.07.04 - 2010.08.01）                         |                                                                          |
| 星期六 17:30-18:15 |                                                                    |                                                                          |
| 10年先も君に恋して （2011.04.16 - 2011.04.30）（17:30-19:15）                                                                                               | 仁醫2 （2011.05.07 - 2011.07.16）                                  | 天使のわけまえ (テレビドラマ) （2011.07.23 - 2011.08.06）（17:30-19:15） |
| 香港 無綫電視高清翡翠台 星期六午夜連續劇 |                                                                    |                                                                          |
| 奇幻世紀 - 迷陣 （2011.11.26） （2011.12.03） | 仁醫 （2011.12.17 - 2012.01.28） 仁醫2 （2012.02.04 - 2012.03.17） | （2012.03.24 - 2012.05.26）                                              |
| 無綫電視翡翠台 星期一 凌晨劇集時段 （每次播映兩集） |                                                                    |                                                                          |
| （2012.07.16 - 2012.08.13） | 仁醫 （2012.08.20 - 2012.09.24）                                   | 臨場#テレビドラマ （2012.10.01 - 2012.11.05）                            |
| 神探伽俐略 （2013.05.20 - 2013.06.24） FIFA洲際國家盃2013 - 季軍戰 烏拉圭 對 意大利 （23:55 - 02:50） 神探伽俐略（電影版） （02:50 - 05:35） （2013.07.01） | 仁醫2 （2013.07.08 - 2013.08.19）                                  | 砂之器 （2013.08.26 - 2013.09.02）                                       |

| 台灣 緯來日本台 週一至週五 22:00~23:00 | 台灣 緯來日本台 週一至週五 22:00~23:00                             | 台灣 緯來日本台 週一至週五 22:00~23:00 |
| -------------------------------------- | ------------------------------------------------------------------ | -------------------------------------- |
|                                        | 仁醫 （2021.07.29 - 2021.08.13） 仁醫2 （2021.08.16 - 2021.09.01） |                                        |
| —                                      | —                                                                  |                                        |

## 外部連結
- Super Jump官方網站 （页面存档备份，存于）（日語）
  - JIN-仁- （页面存档备份，存于）（日語）
- TBS電視劇官方網站 （页面存档备份，存于）（日語）
  - 周日劇場 JIN-仁- (第一期、2009年) （页面存档备份，存于）（日語）
  - 周日劇場 JIN-仁- (第二期、2011年) （页面存档备份，存于）（日語）
- 緯來日本台官方網站 （页面存档备份，存于）
- 2緯來日本台官方網站 （页面存档备份，存于）